# Průzkumník souborů
Průzkumník souborů (anglicky File Explorer) je program, který je součástí operačního systému Microsoft Windows od verze Windows 95. Název Průzkumník souborů označuje v systému Microsoft Windows dvě různé role. První je grafické uživatelské rozhraní pro práci se soubory a jejich správu.
Druhá role je podstatně širší a méně zřejmá běžnému uživateli – Průzkumník souborů zajišťuje zobrazení mnoha grafických prvků, které tvoří samotné grafické uživatelské rozhraní zobrazované na monitoru a umožňuje uživateli počítač ovládat (Hlavní panel s nabídkou Start, plochu). Tato část je spuštěna od startu počítače až do jeho vypnutí (kombinuje v sobě součásti panel, oznamovací oblast, správce oken a další funkce). Tuto roli lze nahradit, a změnit tak kompletně chování a vzhled pracovní plochy a nabídky Start.
Průzkumník souborů je někdy nazýván „Windows GUI shell“ či jednoduše „Průzkumník“.